# Roobrug
De Roobrug was een dubbele basculebrug over de Oudehaven en de Nieuwehaven in het centrum van de Nederlandse stad Rotterdam.

## Geschiedenis
Op deze plaats hebben verschillende bruggen gelegen. De eerste was in 1577 gebouwd. Om zijn kleur werd ze Roodebrug genoemd, later Roobrug.
De laatste brug is in 1913 aangelegd en is bij de demping van het laatste deel van de Nieuwehaven aan het begin van de jaren zestig gesloopt.

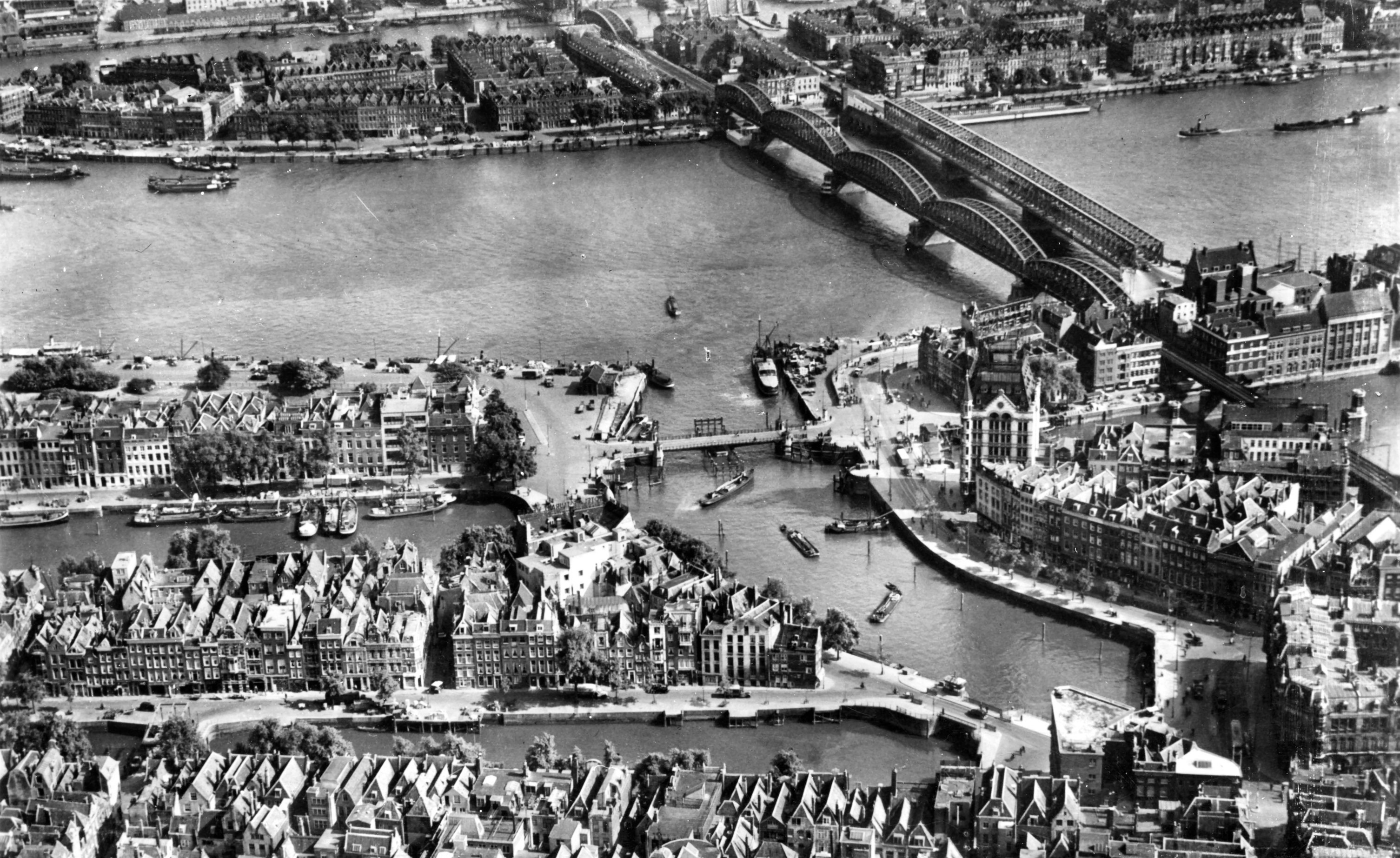
De Oudehaven, de Nieuwehaven en het Haringvliet in 1939. Rechtsonder de Roobrug